# Sœurs de la petite mission des sourds-muets
Les Sœurs de la petite mission des sourds-muets (en latin : Congregatio Parvae Missionis Ad Surdos-Mutos) sont une congrégation religieuse féminine enseignante de droit pontifical. 

## Histoire
Après avoir fondé en 1852 la petite mission des sourds-muets, les frères Joseph et César Gualandi fonde en 1874, avec l'aide d'Ursule Mezzini (1853-1919), une congrégation de sœurs pour avoir des enseignantes qui s'occupent de l'éducation des sourds-muets. L'institut reçoit le décret pontifical de louange en 1913 et l'approbation définitive de ses constitutions religieuses en 1963.
Ursule Mezzini, 1re supérieure générale de la congrégation, est reconnue vénérable le  9 décembre 2013 par le pape François.

## Activités et diffusion
Les sœurs travaillent comme enseignantes dans des jardins d'enfants, des écoles et des ateliers pour personnes sourdes. 
Elles sont présentes en:
- Europe : Italie.
- Amérique : Brésil.
- Asie : Philippines.

La maison-mère est à Bologne.
En 2017, la congrégation comptait 57 sœurs dans 11 maisons.